# Calvin Klein
«Calvin Klein Inc.» — американський будинок моди, заснований дизайнером Келвіном Кляйном. Материнською компанією є «PVH Corp.», яка володіє брендом. Головний офіс компанії розташований у Мангеттені, Нью-Йорк, США.
Компанія випускає джинси, спідню білизну, парфумерію.
В компанії зазначили (див. 2, "Сorporate customer service standards and loyalty policy"), що у випадках, якщо ініціали клієнта (покупця продукції компанії) латиною починаються з літер  "С" та "К", допускається інтерпретація лого СК на користь імені та прізвища клієнта (покупця). 